# Стебельський Володимир (письменник)
Володи́мир Стебе́льський (рос. Стебельский Владимир, пол. Włodzimierz Stebelski; 31 серпня 1848, Магерів, тепер Жовківський район, Львівська область — † 1891) — український письменник, журналіст, сатирик, гуморист, «перший декадент у Галичині», співробітник львівської та варшавської преси.
Спершу народовець, пізніше москвофіл, з середини 1870-х років полонофіл і відтоді писав переважно польською мовою.
Українською мовою (властиво «язичієм»): новела «Монахъ» (1870), поема «Молитва» (1873) та ін.
Польською мовою: збірка віршів «Humoreski» (1878), оповідання в віршах з львівського життя «Roman Zero» (1883).
Впав у алкоголізм і наклав на себе рукиПохований у Варшаві на цвинтарі на Бродні.